# Stein (Geretsried)
Stein ist der südlichste Stadtteil der Stadt Geretsried im Landkreis Bad Tölz-Wolfratshausen, Bayern mit ca. 2500 Einwohnern.
Stein ist kein amtlich benannter Gemeindeteil der Stadt Geretsried und wird dem Hauptort Geretsried zugerechnet.

## Geschichte
Im Zweiten Weltkrieg bestand auf dem Gebiet des Ortsteils eine Außenstelle des Konzentrationslagers Dachau, die „Lager D.S.C. Königsdorf“, „Barackenstadt D.S.C. Geretsried“ oder „Lager Stein“ genannt wurde, wo KZ-Häftlinge und Zwangsarbeiter für die Geretsrieder Rüstungsbetriebe untergebracht waren. Bis 1955 bestanden Gräber von sieben getöteten KZ-Häftlingen am Ortseingang an der Richard-Wagner-Straße, die später auf den Waldfriedhof Dachau umgebettet wurden.
Später gab es in Stein Übergangswohnheime für Spätaussiedler aus dem ehemaligen Ostblock.

## Infrastruktur und Soziales
Im Stadtteil gibt es eine Apotheke, einen Kiosk mit Postfiliale, drei Gastronomiebetriebe, eine Bäckerei, mehrere Ärzte und Zahnärzte, zwei Friseurbetriebe und weitere Einrichtungen, um die Bedürfnisse seiner Bewohner zu decken. Der Stadtteil wird von den MVV-Buslinien 310, 370 und 378 bedient. Hauptzufahrt nach Stein ist über die B11 - Einfahrt Geretsried Süd.
Im Stadtteil verteilt einmal wöchentlich die Suppenküche Geretsried Wolfratshausen e. V. Lebensmittel an bedürftige Menschen und kinderreiche Familien.
Im Quartierstreff WIR SIND STEIN, betrieben vom Quartiersmanagement Stein, werden den Anwohnern verschiedene Aktivitäten angeboten. Diese reichen von wöchentlichen Yogakursen, Spieleabenden, Bastelstunden und Sprachkursen für Kinder hin zu monatlichen Seniorensprechstunden. Auch Ausstellungen, Feste, Stadtteilflohmärkte und andere Aktivitäten werden in Stein vom Quartiersmanagement und der ebenfalls dort ansässigen Koordinationsstelle „Integration Aktiv“ organisiert.
Außerdem besteht der 2003 gegründete Jugendtreff Ein Stein, der im Zentrum Steins liegt.